# Dina Alma de Paradeda
Dina Alma de Paradeda, mais conhecida como Alma de Paradeda (Porto Alegre, 19 de agosto de 1869 — Breslau, 8 de dezembro de 1906), foi uma socialite brasileira e uma das primeiras mulheres trans documentadas e conhecidas pelo nome - seja de origem sul-americana ou vivendo na Europa Centro-Oriental. Ela se tornou conhecida pelas circunstâncias de sua morte, cuja causa foi suicídio por envenenamento, na frente de um médico, que, após examinar o corpo, revelou que era transgênero. Tal sucessão de fatos e os numerosos testemunhos do episódio geraram um subsequente interesse da mídia sobre a história, tornando-a notável.

## Vida

### Brasil
De Paradeda nasceu em 1869 como Alfredo Paradeda, filha do uruguaio Jayme Paradeda e da alemã Antoinette Langenbuch e tinha um irmão que também assinava Jayme. Após a morte do pai, a mãe casou-se novamente, desta vez com um rico médico alemão que vivia no Brasil.

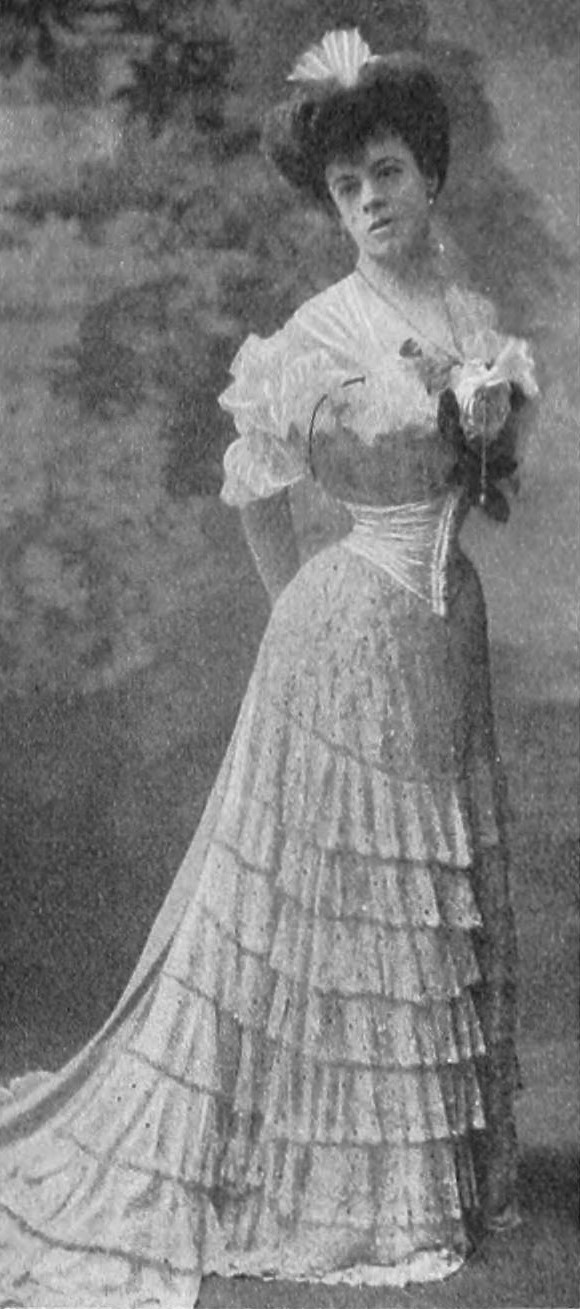
Fotografia de de Paradeda tirada em Nápoles

Em 1886, seus pais residiam na Rua Farani, no bairro de Botafogo, no Rio de Janeiro. Enquanto vivia no Brasil, Paradeda foi descrita como sendo muito elegante e de traços finos. Não sabia fazer amizade com rapazes ou, pelo menos, não se interessava pela companhia masculina e estava sempre perto das senhoras, a conversar sobre moda e teatro, do qual era frequentadora assídua.
Tinha o costume de ajudar a mãe a se vestir e era descrita, por sua genitora, como alguém de hábitos femininos. Seus trejeitos, tidos como femininos, também eram percebidos pelos demais, que, por vezes, referiam-se a ela como mulher, embora, na época, ela ainda adotasse o nome Alfredo e usasse vestimentas masculinas. Ao trajar-se com roupas femininas pela primera vez, Paradeda fez uso das vestimentas que haviam pertencido a sua mãe.

### Europa
Entre 1899 e 1900, de Paradeda já era uma figura proeminente dos bailes uranianos berlinenses. Durante um deles em 1903, ela foi recebida por Magnus Hirschfeld, que descreveu o encontro várias vezes em seus escritos posteriores. Ele mencionou que ela usava um vestido de noite de seda vermelha parisiense, com cadarços que valiam mais de 2 000 francos. De Paradeda frequentava o local que Hirschfeld visitava e estava despertando o interesse dos círculos sociais locais, então Hirschfeld iniciou a conversa com ela.
De Paradeda foi descrita como uma mulher de muitos talentos, incluindo tocar piano, cozinhar e fazer artesanato, como decoração de chapéus. Ela também deveria ser uma boa conversadora que despertou interesse com suas histórias do Brasil ou de Paris, dissipando qualquer dúvida ou desconfiança inicial causada por sua altura ou voz baixa.  Muitas fontes referem-se a sua figura alta, mas muito esguia, e sua elegância em roupas e acessórios caros.

## Circunstâncias de sua morte

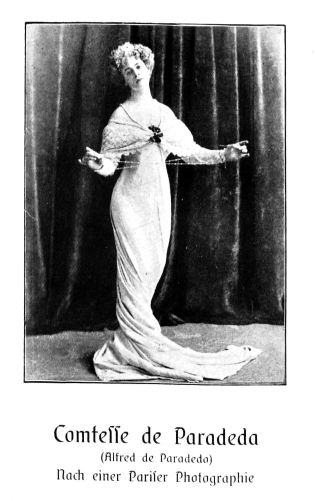
Fotografia de Alma de Paradeda, no livro Mein Zimmerherr

Pouco depois de conhecer Hirschfeld, de Paradeda viajou para Paris, onde era conhecida como condessa de Paradeda, e se cercou de bens materiais, criados e convidados para seu refinado apartamento. Em algum lugar de Paris, ela conheceu um professor de alemão "modesto" (conforme descrito por Hirschfeld) chamado Herr Meyer, que veio estudar francês. Em 28 de outubro de 1906, de Paradeda deixou Paris e mudou-se para Breslau como noiva de Meyer, encontrando seus amigos e familiares e alugando um novo apartamento. Ela era amiga do senhorio, que a deixou pintar e reformar o apartamento, e foi chamada de "tia Didi" pela filha do senhorio.
Apesar das visitas diárias de seu noivo, de Paradeda tinha muito ciúme dele e de seus amigos, que desconfiavam dela e a questionavam. A investigação privada sobre o passado de Paradeda revelou seu padrasto, recentemente retornado do Brasil para a Alemanha, e que ele tinha um enteado chamado Alfredo, mas não uma enteada chamada Alma. De Paradeda ameaçou Meyer de morte em caso de rompimento do noivado. Depois de finalmente romper o noivado, ele denunciou sua ex-noiva à polícia (um insight afirma que a denúncia aconteceu apenas depois que de Paradeda tentou invadir seu apartamento). Quando o comissário da Polícia Criminal chegou ao apartamento de Paradeda, a condessa permaneceu calma e séria, não dando ao policial motivos para intervir. Mesmo assim, de Paradeda ficou perturbada com a intervenção o suficiente para chamar seu médico de confiança (que estava indisposto e mandou um assistente). De Paradeda recusou a ordem do assistente para se despir e se submeter a um exame médico. Por insistência dele, ela pediu um momento para si e desapareceu por um momento em outra sala. Depois de alguns minutos ela voltou, sentou-se em frente ao médico e, já tendo anunciado que estava pronta para ser examinada, de repente caiu no chão e em um minuto estava morrendo em violentas convulsões, causadas por veneno. O comissário que já havia visitado o apartamento encontrou um corpo velho e um médico completamente confuso, que examinou o corpo, revelando um pênis.
A história de uma "noiva masculina de Breslau" foi publicada em jornais de todo o mundo, incluindo a língua alemã Indiana Tribüne nos EUA e Poverty Bay Herald na Nova Zelândia. Dois livros inspirados na história da condessa foram escritos: Mein Zimmerherr de Marie Römer, que afirmava ser o proprietário e contar a história verdadeira, e o ficcional, vagamente inspirado pelos eventos reais Tagebuch einer männlichen Braut ("Diário de uma noiva masculina"). O livro de Röhmer se assemelha a artigos de jornal em fragmentos, o que torna sua alegação de ser a proprietária discutível.